# Menjaud (Schauspieler)

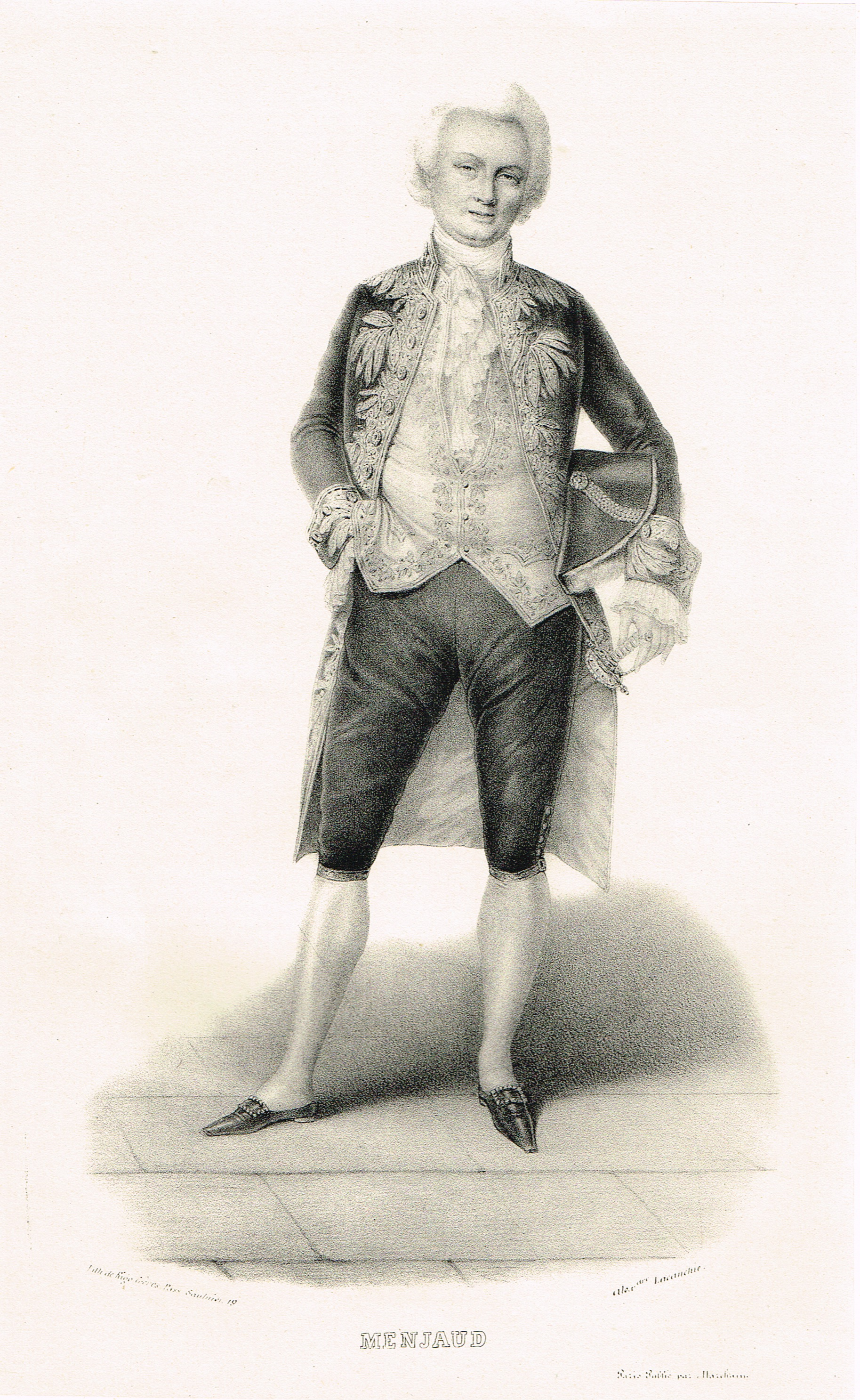
Jean-Adolphe Menjaud

Jean-Adolphe Granet, bekannt als Menjaud (* 13. Juli 1795 in Paris; † 22. November 1864 in Tours), war ein französischer Schauspieler.

## Karriere
Menjaud war Sohn eines Steuereintreibers, der nach der Revolution zum Notar avancierte, und Enkel des Revolutionärs François Omer Granet. Seine schauspielerische Ausbildung erhielt er am Pariser Konservatorium unter Talma, nachdem er zuerst am Collège de la Marche und dem Collège des Bernardins seine Ausbildung abgebrochen hatte. Die Ausbildung am Konservatorium schloss er als Zweitbester im Fach des Dramas ab.
Seine ersten Versuche wagte Mejaud im Jahr 1813, unter dem Künstlernamen Adolphe, am Odéon. Das nächste nachweisbare Engagement hatte er von 1817 bis 1818 in Bordeaux, wo er wiederum Talma, in Begleitung von Mademoiselle Mars, begegnete. Diese setzten sich für ihn an der Comédie-Française ein, wo er ohne Probezeit im Jahr 1819 ein Engagement erhielt. Sein Debüt geriet nicht zu einem Höhepunkt, und die Kritiken waren entsprechend schlecht, was ihn so verdross, dass er über einen Wechsel an das neu gegründete Théâtre du Gymnase nachdachte. Stattdessen brach er aber zu einem Studienaufenthalt nach Mailand auf, um seine gesanglichen Fähigkeiten zu verbessern. Er kehrte nach sechs Monaten an die Comédie zurück und es stellte sich der erhoffte Erfolg ein, sodass er 1825 in die Société de la Comédie-Française aufgenommen wurde.
Menjaud verkörperte wie kein anderer die Rollen eines Mannes am Hofe des Königs und galt deshalb als letzter Schauspieler des 18. Jahrhunderts, mit dem Habitus und der Selbstverständlichkeit, mit der er in seine Kostüme schlüpfte.
Mit seinen 68 tragenden Rollen, die Menjaud zwischen 1819 und 1841 spielte, war er eine tragende Säule an der Comédie.
Für Menjaud wurde sogar zwei Abschiedsvorstellungen zu seinen Gunsten gegeben. Bei beiden Aufführungen gab Rachel in Racines Tragödie Phèdre die weibliche Hauptrolle, die Phädra, was eine große Ehre darstellte.

## Privates
Es sind zwei Ehen Menjauds bekannt. Die erste ging er 1822 mit Armantine-Émilie Devin ein, die als Madame Menjaud bekannt war. Außerdem ist eine zweite Ehe bekannt, die er 1849 einging. Ein Sohn machte später als Lyriker von sich reden.
Seinen Ruhestand verbrachte er in Tours, wo er an den Folgen eines Schlaganfalls verstarb.